# Ferme d'Occident
La ferme d'Occident est une des cinq Grosses fermes définies en 1674, chargées de la collecte de certains impôts dans la France de l'Ancien Régime et réunies en 1726 dans la Ferme générale. La ferme d'Occident a pour ressort territorial le « domaine d'Occident », c'est-à-dire les colonies de Nouvelle-France et des Antilles. Elle prend la succession de la Compagnie française des Indes occidentales. 
Dans le domaine fiscal, le système de la « ferme » consistait à déléguer la collecte des impôts à des « fermiers », qui payaient d'avance une somme convenue au trésor royal, à charge pour eux de se rembourser et de gagner de l'argent grâce à la collecte. Trois fermes avaient été créées par Henri III en 1584, et deux sont créées en 1674, à la suite de l'échec des réformes fiscales lancées en 1663 par Colbert pour régionaliser la collecte.

## Histoire

### L'échec de la réforme fiscale de Colbert (1663-1674)
En 1663, deux ans après son arrivée au pouvoir, Colbert, dans le but de porter les droits de traite aux frontières du royaume, fait composer un tarif, auquel toutes les provinces du royaume devaient être également assujetties. Mais les oppositions d'un grand nombre d'entre elles à cette uniformisation, et les discussions qui se développent par la suite empêchent l'exécution du plan. Colbert revient donc au système de la ferme, et y intègre le domaine d'Occident.

Carte de la Nouvelle-France (en bleu) avant 1763

### Du domaine d'Occident à la ferme d'Occident
Le Domaine d'Occident est constitué par un certain nombre de droits, notamment une taxe de 3 % sur toutes les marchandises venant d'Amérique ; cette taxe est souvent contestée car elle rapporte 4 millions de livres annuellement. Il existe aussi une taxe sur les redevances seigneuriales perçues dans les colonies une taxe sur la succession des propriétés des personnes décédées sans héritier. C'est aussi un monopole sur le commerce de certaines marchandises. 
Après 1674, ce Domaine est systématiquement affermé, souvent par sous-contrat, aux détenteurs du bail des fermes unies[Quoi ?]. Le montant des loyers annuels varient de 350 000 à 550 000 livres par an. Au Québec, les privilèges rattachés à ce fermage comprenaient le droit de prélever un impôt de 25 % en nature sur des peaux de castor livrées aux comptoirs du fermier, ainsi qu’une taxe de 10 % sur la plupart des autres fourrures. C'est ce prélèvement de 25 % que Pierre-Esprit Radisson refusa de payer en 1682 lorsqu'il revint de la baie d'Hudson chargé de peaux de castors.

### La ferme d'Occident au Canada (1674-1763)
Louis XIV, confronté à la guerre de Hollande, cesse de financer le Canada en 1672. En 1674, la Compagnie d'Occident affiche une dette de plusieurs millions de livres. Le Roi révoque sa charte en mai 1675 et cède ses droits à Jean Oudiette pour sept ans et 350 000 livres par an. La Compagnie d'Occident est devenue la Ferme d'Occident. Trois jours après le financier et négociant en fourrures Charles Aubert de la Chesnaye, commis général de la Compagnie des Indes occidentales de 1666 à 1669, les rachète à Jean Oudiette pour 119 000 livres et douze chapeaux de castors par an. 
Au mois de décembre 1674, Louis XIV, insatisfait des résultats obtenus dans le commerce des fourrures, entreprend une restructuration fondamentale de cette activité, et commence son action en révoquant tous les droits de la Compagnie des Indes Occidentales. Pour la remplacer et moyennant une redevance de 350 000 livres par année, le 1er juin 1675 le roi concède à Jean Oudiette plusieurs privilèges importants concernant le Canada, privilèges dans lesquels est incluse la Traite de Tadoussac : dans cette affaire Oudiette représente un groupe de financiers français connus sous le nom de « Compagnie de la Ferme » (appelée aussi « Ferme du Domaine »). Ayant évalué également que l'implication de plus en plus importante des habitants dans la traite des fourrures est « préjudiciable au bien et à l'avantage du dit pays » et pour donner aux nouveaux concessionnaires l'entière jouissance de leur monopole, il poursuit sa réorganisation en prohibant, le 15 avril 1676, la course des bois et supprime derechef les congés qui autorisent de tels déplacements. Trois jours après la transaction, Oudiette afferme au sieur de La Chesnaye tous les droits qu'il possède au Canada moyennant une redevance de 119 000 livres, action assurant à ce dernier le monopole de la Traite de Tadoussac..
En 1678, un édit royal interdit de chasser ou traiter des fourrures à plus d'un kilomètre d'une terre défrichée.
Au Québec, la ferme d'Occident traite exclusivement avec des marchands bien établis disposant de permis de traite officiels. 
Le négociant Jean Oudiette, puis François-Étienne Cugnet, avocat, marchand et entrepreneur, comptent parmi les directeurs du Domaine d’Occident.
Au terme de la guerre de Sept Ans (ou guerre de la Conquête), les Britanniques conservent au Québec le système établi par les Français.